# Lasioglossum pilosigyna
Lasioglossum pilosigyna là một loài Hymenoptera trong họ Halictidae. Loài này được Walker mô tả khoa học năm 1997.

## Hình ảnh

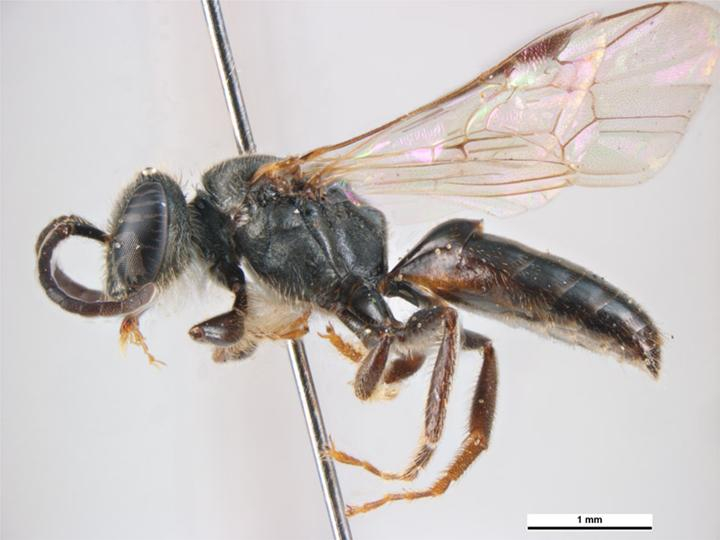